# Dwór w Siennie
Dwór w Siennie – zabytkowy dwór w centralnej części wsi Sienno, w powiecie słubickim na terenie województwa lubuskiego.

## Opis
Elewacja frontowa – południowa ukształtowana została jako ośmioosiowa, symetryczna, z dwuosiowym ryzalitem i schodkowym frontonem ujętym wielobocznymi wieżyczkami, zwieńczonymi głowicami z ostrosłupowymi, blaszanymi hełmami. Elewacja tylna – północna jest siedmioosiowa, niesymetryczna. W elewacji szczytowej wschodniej w centralnej osi, mieści się wejście ujęte dwoma pilastrami dźwigającymi belkowanie.
W parterze elewacja jest trzyosiowa, powyżej czteroosiowa. Elewacja zachodnia została zakomponowana jako trzyosiowa, powyżej jako dwuosiowa. Elewacje szczytowe zwieńczone są schodkowym szczytem akcentowanym iglicą.
Podczas remontu rozpoczęto w 2002 wymieniono część konstrukcji więźby dachowej, pokrycie dachu, instalacje, tynki oraz posadzki, a cały budynek ocieplono styropianem.